# Botoșani (län)
Botoșani är ett län (județ) i nordöstra Rumänien med en yta på 4 986 km² och 452 674 invånare (2018). Huvudort är Botoșani. Länet är indelat i 2 municipii, 5 städer och 57 kommuner.

## Municipii
- Botoșani
- Dorohoi

## Städer
- Darabani
- Săveni
- Flămânzi
- Bucecea
- Ștefănești

## Kommuner
| - Albești - Avrămeni - Bălușeni - Blândești - Brăești - Broscăuți - Călărași - Candești - Concești - Copălău - Cordăreni - Corlăteni - Corni - Coșula | - Coțușca - Cristești - Cristinești - Curtești - Dersca - Dângeni - Dimăcheni - Dobârceni - Drăgușeni - Durnești - Frumușica - George Enescu - Gorbănești - Havârna | - Hănești - Hilișeu-Horia - Hlipiceni - Hudești - Ibănești - Leorda - Lozna - Lunca - Manoleasa - Mihai Eminescu - Mihăileni - Mihălășeni - Mileanca - Mitoc | - Nicșeni - Păltiniș - Pomârla - Prăjeni - Rădăuți-Prut - Răchiți - Răuseni - Ripiceni - Roma - Românești - Santa Mare - Stăuceni - Suharău - Sulița | - Șendriceni - Știubieni - Todireni - Trușești - Tudora - Ungureni - Unțeni - Văculești - Viișoara - Vârfu Câmpului - Vlădeni - Vlăsinești - Vorniceni - Vorona |